# The Lewis & Clarke Expedition
The Lewis & Clarke Expedition was een Amerikaanse band in de jaren zestig die werd opgericht door Michael Martin Murphey en Boomer Castleman. De muziek ligt in de richting van de countrymuziek, psychedelische rock en sunshine pop.

## Biografie
The Lewis & Clarke Expedition werd in de tweede helft van de jaren zestig opgericht door Michael Martin Murphey (alias Travis Lewis) en Boomer Castleman (alias Boomer Clarke). Beide kwamen samen met de bassist John Londen uit de band San Antonio Mafia. Verder speelden John Raines en Ken Bloom mee.
De band bracht in november 1967 een gelijknamige elpee (ook wel Earth, air, fire and water) uit bij het platenlabel Colgems, waarvan de single I feel good (I feel bad) regionaal in de VS goede verkopen kende. Colgems stak meer geld in The Monkees en liet Lewis & Clarke vallen.
Voor de Nederlandse markt was de band van belang voor The Cats, die vier nummers van de elpee coverden, waaronder I feel good (I feel bad). De nummers verschenen op de albums Cats (1968), Colour us gold (1969) en Shine on (1994). Het nummer (I call them) Lies kwam elfmaal terug op een verzamelalbum van The Cats.

## Elpee
De elpee The Lewis & Clarke Expedition (ook wel Earth, air, fire and water) kent de volgende nummers:
- A1 - Windy day
- A2 - Freedom bird
- A3 - Spirit of argyle high
- A4 - This town ain't the same anymore
- A5 - Everybody loves a fire
- A6 - House of my sorrow
- B1 - I feel good (I feel bad)
- B2 - (I call them) Lies
- B3 - Destination unknown
- B4 - Chain around the flowers
- B5 - Blue revelations
- B6 - Memorial to the American Indian